# Donal McLaughlin

Von McLaughlin entworfenes Emblem der UNO

Donal McLaughlin (* 26. Juli 1907 in Manhattan; † 27. September 2009 in Garrett Park, Maryland) war ein US-amerikanischer Architekt und Grafiker. Er kreierte das Emblem der Vereinten Nationen.

## Leben
McLaughlin wurde im New Yorker Stadtteil Manhattan geboren und wuchs in der Bronx auf. Sein Berufswunsch ging auf seinen Großvater zurück, der das Cincinnati Art Museum plante. Er schloss sein Kunststudium 1933 als Bachelor an der Yale University ab. Anschließend studierte er bis 1937 Architektur. Im selben Jahr heiratete er Laura Nevius. Aus der Ehe stammen zwei Töchter und ein Sohn.
McLaughlin war Chefdesigner des Office of Strategic Services, als er 1945 eine Anstecknadel für die erste UNO-Konferenz entwarf. Die von zwei Olivenzweigen umschlossene Weltkugel wurde eineinhalb Jahre später leicht verändert zum offiziellen Emblem der Vereinten Nationen. Neben dem Emblem der UNO plante McLaughlin das Interieur des Tiffany & Co.-Hauptgeschäftes an der Fifth Avenue in New York.
2007 sagte er: „Ich träumte davon, meine Entwürfe in Ziegel und Stein verwirklicht zu sehen. Am bekanntesten wurde ich stattdessen durch eine Anstecknadel.“
Er starb am 27. September 2009 in Maryland im Alter von 102 Jahren an Speiseröhrenkrebs. Auch sein Vater wurde über 100 Jahre alt.